# Sholing
Sholing är en stadsdel i Southampton, i distriktet Southampton, i grevskapet Hampshire, i England. Denna ward hade 13 997 invånare år 2021. Sholing var en civil parish från 1894 till 1903 då den blev en del av Itchen. Denna civil parish hade 5 277 invånare år 1901.